# Julio Baghy
Gyula Baghy, noto in Esperantujo come Julio Baghy (Seghedino, 13 gennaio 1891 – Budapest, 18 marzo 1967), è stato un esperantista e scrittore ungherese.

Firma di Baghy

Autore di numerosi componimenti originali in lingua esperanto, è stato uno dei protagonisti della letteratura esperantista del XX secolo. Viene spesso ricordato unitamente a Kálmán Kalocsay, ungherese, che come lui nacque nel 1891 e riscosse un enorme successo come autore di traduzioni e opere originali in esperanto.
(Vilmos Benczik, esperantista ungherese.)

## Opere
- Arĝenta duopo, 1937, (insieme con K. Kalocsay)
- Aŭtuna foliaro, 1965, 1970
- Bukedo, 1922, E.R.A. 15 pagg.
- Ĉielarko, 1966 -
- Dancu, marionetoj!, 1927, raccolta di novelle; 1931, 1933
- En maskobalo - kvar unuaktaĵoj 1977, HEA
- Heredaĵo 1939 La Verda Librejo, Shanghai
- Hura! - satira romano 1930; 1986 HEA
- Hurra für nichts! (traduzione in tedesco di Hurra! 1933) Innsbruck
- Insulo de Espero,
- Koloroj, 1960, PEA
- La Teatra Korbo - raccolta di novelle, 1924, 1934 Leiden
- La Vagabondo Kantas, 1933; 1937
- La verda koro 1937 Budapest], 1937 Rotterdam, 1947 Budapest, 1947 Rotterdam, 1948 Budapest, 1954 Rotterdam, 1962 Varsavia, 1965 Varsavia, 1969 Verona, 1969 Helsinki, 1978 Verona, 1982 Budapest, tradotto in italiano da Massimo Acciai Baggiani, Il cuore verde, Chieti, 2022
- Le pintemps en automne france 1961
- Migranta Plumo - novelo 1923, 1929
- Nik Nek kaj Kat Jen ??
- Ora duopo 1966 Budapest - con K. Kalocsay
- Pilgrimo - raccolta di poesie 1926, 1991
- Preter la vivo - poemaro 1923, 1931 Literatura Mondo, 1991 Eldonejo Fenikso
- Printempo en la aŭtuno, 1931 Köln, 1932 Ĉinio, 1972 Dask Esperanto Förlag
- Sonĝe sub pomarbo 1956 Warszawa, 1958 La Laguna
- Sur sanga tero, 1933, 1991
- Tavasz az őszben (Printempo en aŭtuno, hungare) 1930 Literatura Mondo
- Verdaj Donkiĥotoj, 1933 Budapest, 1996 Wien
- Viktimoj 1925, 1928, 1930, 1991
- Viktimoj kaj Sur Sanga Tero sono stati ripubblicati in un unico volume nel 1971.

### Opere su internet
- Lista completa delle opere pubblicate su internet, su donh.best.vwh.net. URL consultato il 25 giugno 2008 (archiviato dall'url originale il 23 ottobre 2008).
- Migranta Plumo, su donh.best.vwh.net. URL consultato il 25 giugno 2008 (archiviato dall'url originale il 1º febbraio 2005).
- La Verda Koro, su donh.best.vwh.net. URL consultato il 25 giugno 2008 (archiviato dall'url originale il 19 dicembre 2008).
- Kiel Mihok instruis angle, su donh.best.vwh.net. URL consultato il 25 giugno 2008 (archiviato dall'url originale il 10 luglio 2015).
- La Vagabondo Kantas, su donh.best.vwh.net. URL consultato il 25 giugno 2008 (archiviato dall'url originale il 1º ottobre 2005).
- Ĉielarko [collegamento interrotto], su egalite.freeweb.hu.
- Aŭtuna foliaro [collegamento interrotto], su egalite.freeweb.hu.
- Dancu, marionetoj! [collegamento interrotto], su egalite.freeweb.hu.
- Koloroj [collegamento interrotto], su egalite.freeweb.hu.
- La vagabondo kantas [collegamento interrotto], su egalite.freeweb.hu.
- La vagabondo kantas faksimilo [collegamento interrotto], su egalite.freeweb.hu.
- Migranta plumo [collegamento interrotto], su egalite.freeweb.hu.
- Pilgrimo [collegamento interrotto], su egalite.freeweb.hu.
- Preter la vivo, su egalite.freeweb.hu. URL consultato il 25 giugno 2008 (archiviato dall'url originale il 26 luglio 2009).